# João Chissano
Pour les articles homonymes, voir Chissano.
João Chissano (né le 26 juillet 1970 au Mozambique portugais) est un joueur de football international mozambicain, qui évoluait au poste de défenseur.

## Biographie

### Carrière en sélection
Avec l'équipe du Mozambique, il joue entre 1992 et 1998. 
Il figure dans le groupe des sélectionnés lors des CAN de 1996 et de 1998, où son équipe est éliminée à chaque fois au premier tour.

## Palmarès
Costa do Sol
- Coupe du Mozambique (1) :
  - Vainqueur : 1997.

## Carrière sélectionneur
De juin 2013 à juin 2015, il fut le sélectionneur de son pays.